# Bryttbyn
Bryttbyn är en by i västra delen av Films socken i Östhammars kommun, nordöstra Uppland. Bryttbyn ligger cirka två kilometer väster om Films kyrka och förbinds med allmänna vägnätet via länsväg C 722. Byn består av enfamiljshus samt bondgårdar. Norrut från Bryttbyn leder en enskild väg mot Vika i Florarnas naturreservat.
Armén lät under andra världskriget byggda sex stora centrallager för drivmedel, varav ett var beläget i Bryttbyn.